# Herb gminy Serniki
Herb gminy Serniki – jeden z symboli gminy Serniki, ustanowiony 8 lipca 2012.

## Wygląd i symbolika
Herb przedstawia na tarczy w polu błękitnym srebrnego jednorożca i znak półtrzecia krzyża srebrne w prawym górnym narożniku tarczy. Jest to nawiązanie do historii parafii i kościoła w Sernikach oraz dwóch rodów szlacheckich z nimi związanych: Osmólskich herbu Bończa i Potockich herbu Pilawa.